# Techo targa

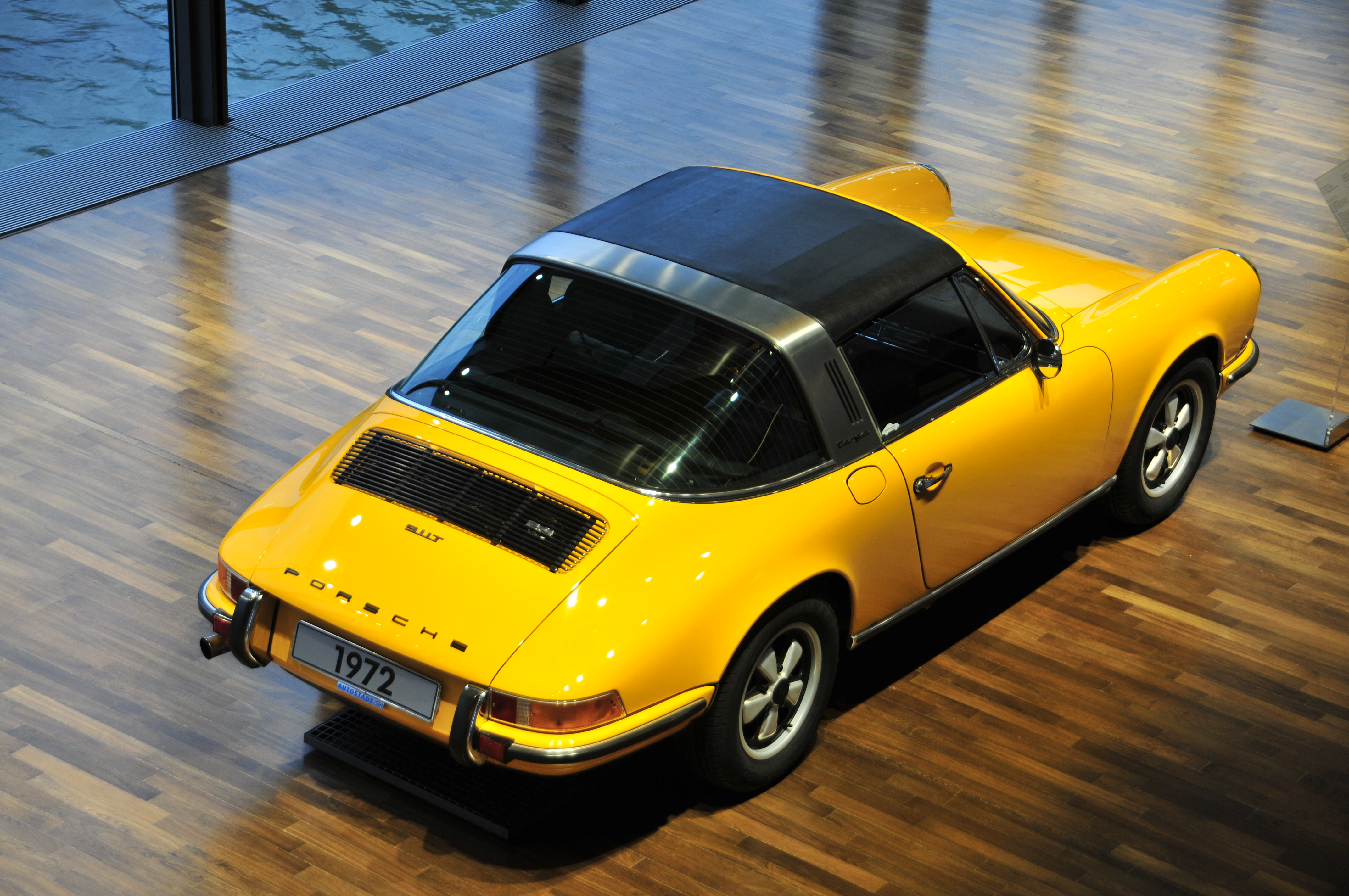
Porsche 911T Targa, modelo en el que apareció la denominación "Targa" por primera vez

Un coche con techo targa, o simplemente targa para abreviar, posee un tipo de carrocería semi-descapotable con una sección de techo removible y una jaula de seguridad de ancho completo detrás de los asientos. El término se utilizó por primera vez en el 1966 en el Porsche 911 Targa, y sigue siendo una marca registrada de Porsche.
La ventana trasera normalmente es fija, pero en algunos modelos Targa es desmontable o plegable, lo que permite convertir el vehículo en un descapotable. Cualquier pieza de metal o moldura normalmente fija, que se eleva desde un lado, cruza por el techo y baja por el otro lado, a veces se denomina banda targa, barra targa o banda envolvente.
Los techos Targa son diferentes de los techos en T, que tienen una barra sólida central no desmontable que se extiende entre la parte superior del parabrisas y la barra antivuelco trasera, y generalmente tienen dos paneles de techo separados por encima de los asientos que encajan entre la ventana y barra en T central.

## Origen

Estilo de Targa (Fiat X1/9)

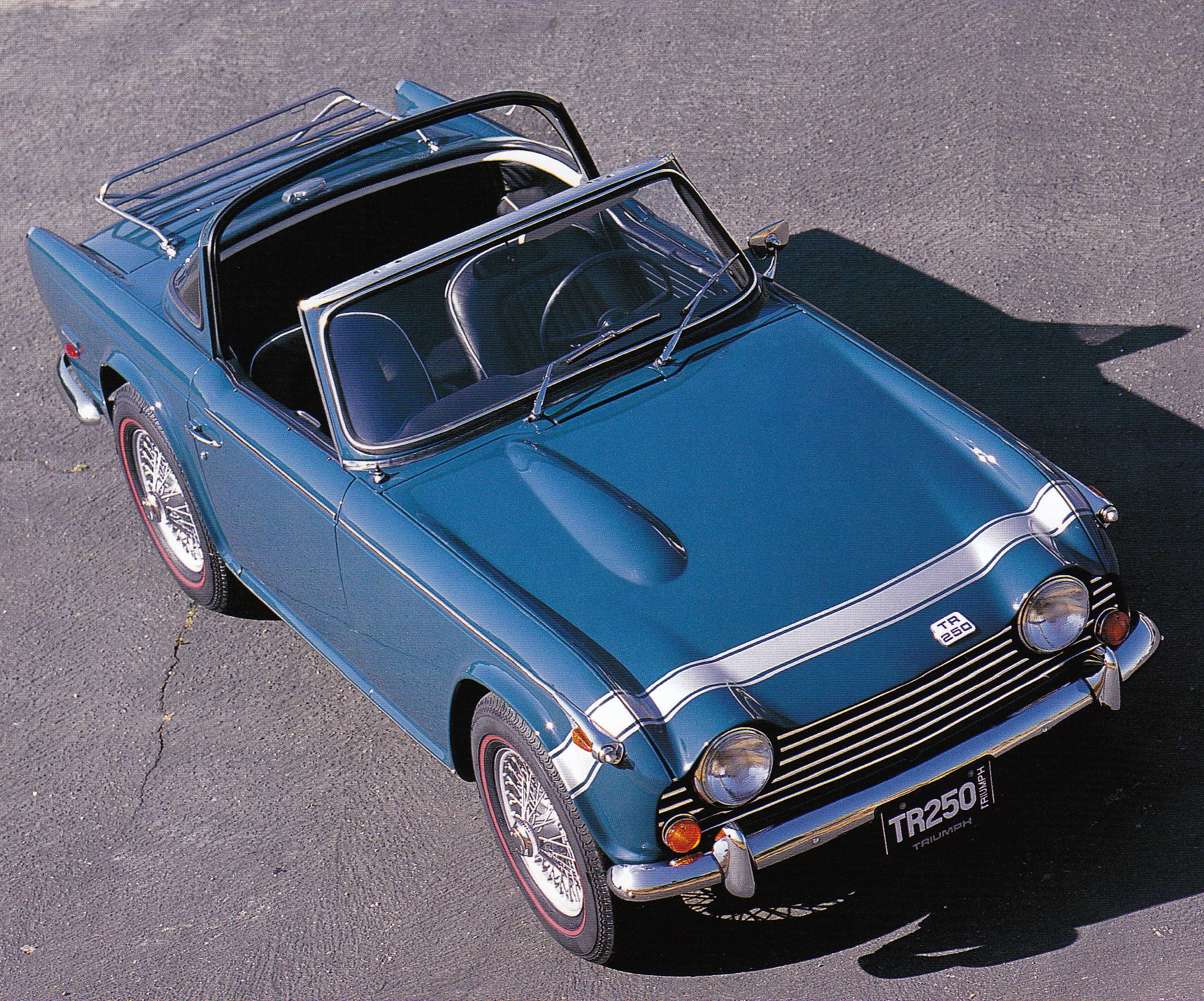
Triumph TR250 con techo surrey

La palabra targa se utilizó por primera vez en el Porsche 911 Targa de 1965, aunque no fue el primero en utilizar el sistema de paneles de techo desmontables. El sistema apareció por primera vez en 1957 en el Fiat 1200 “Wonderful” de producción limitada, diseñado por Giovanni Michelotti y producido por Carrozzeria Vignale. El Triumph TR4, un modelo posterior de 1961 también diseñado por Michelotti, también presentaba un sistema similar, definido por Triumph como un techo surrey. El prototipo SAAB Catherina de 1964 y el Toyota Sports 800 de 1965 usaban sistemas similares antes que el Porsche 911 Targa de 1966.
La apertura del techo de estilo targa se hizo popular en las décadas de 1960 y 1970, cuando se temía que el Departamento de Transporte de los Estados Unidos promulgase la ley ban, que introdujo restricciones a los descapotables debido a la preocupación sobre la seguridad de los ocupantes ante el vuelco de uno de estos automóviles. Como resultado, los fabricantes adoptaron los techos Targa o tipo T. Cuando Porsche popularizó este estilo de carrocería, registró el nombre Targa para su uso propio, por lo que los demás fabricantes tuvieron que buscar nombres alternativos para sus capotas extraíbles. Porsche adoptó el nombre de "Targa" como una referencia a la Targa Florio, la carrera en ruta disputada en Sicilia donde Porsche tuvo mucho éxito. Targa significa "plato" en italiano.
Con posterioridad, el número de modelos Targa y con techo en T ha ido disminuyendo lentamente a medida que los fabricante se decantaron a favor de los convertibles completos con techo duro retraíble y techos de metal plegables como el del Mercedes-Benz Clase SLC (2015), y gracias a una mejor ingeniería estructural con la introducción de barras antivuelco emergentes detrás de los asientos y barras de seguridad delanteras incorporadas en el marco del parabrisas.

## Techo de cristal
1996 vio el debut de un techo de vidrio retráctil en el Porsche 993 Targa, un diseño continuado en el 996 y en el 997 Targa. El techo de cristal se replegaba debajo de la ventana trasera y dejaba al descubierto una gran abertura. Disponía de una zona de sombra para ayudar a prevenir el efecto invernadero del techo cerrado. Este sistema fue un rediseño completo, ya que los modelos Targa anteriores tenían una sección de techo removible y un segundo pilar ancho que funcionaba como una barra antivuelco. El nuevo diseño del techo de vidrio permitió que el 993 Targa conservara casi el mismo perfil lateral que las otras variantes del 911 Carrera y eliminó el inconveniente de almacenar la parte superior retirada como se debía hacer con el sistema anterior. El Targa tenía la carrocería del Cabriolet con el techo de vidrio Targa reemplazando la copota de tela. El 911 Targa se continuó con el nuevo modelo 996 y ganó una ventana de vidrio con puerta trasera abatible. Este diseño a su vez se usó en el último modelo 997 derivado del 911.

## Techo motorizado
Con la introducción y producción del último 911, el Tipo 991, Porsche decidió llevar el último Targa en una dirección diferente a la de los anteriores modelos 996/997 refrigerados por agua. El último Targa se introdujo en 2014, y a diferencia de los Targa de los Tipos 993/996/997, el nuevo automóvil ha vuelto un poco a sus raíces mediante la utilización de un panel de techo sólido que se extiende sobre los asientos delanteros. Sin embargo, a diferencia de los paneles de levantamiento manual de los 911 anteriores, el panel del techo del Tipo 991 Targa está motorizado, de forma que se eleva y almacena automáticamente debajo del techo de vidrio trasero, que a su vez está motorizado para levantarse y apartarse del camino del panel del techo colocado en su posición replegada. El Type 991 Targa también recupera la característica de estilo de la 'barra Targa' que fue quizás la señal de diseño más obvia y abierta de la generación de los Targa refrigerados por aire. Pero a diferencia de los arcos de seguridad anteriores, el usado en el Tipo 991 está diseñado en secciones, donde el miembro del tramo horizontal es una pieza físicamente separada que a su vez está mecanizada para levantarse de sus soportes verticales para permitir que el panel de techo sólido deslice hacia atrás mientras el panel se almacena dentro del automóvil.

## Techo giratorio
Ferrari introdujo una variación híbrida del techo targa y el techo de metal plegable con el techo giratorio de 180 grados presentado en el Ferrari 575M Maranello Superamerica de 2005. El concepto también se utilizó en el Renault Wind de 2010.

## Ejemplos de techos targa tradicionales
- AMC Eagle Sundancer (1980-1984)
- Bentley Continental SC
- BMW 3 Series Baur Cabriolets E21 TC1 (1978-1982), E30 TC2 (1983-1991), E36 TC4 (1992-1996)
- Bugatti Veyron Grand Sport / Vitisse (2009-2015)
- Chevrolet Corvette cupé (1984-actual)
- Dodge Viper
- Ferrari 250P / 250LM / 330P / 330P2 / 330P3 / 330P4 / 412P / 312P
- Ferrari 308 GTB
- Ferrari 328 GTS
- Ferrari 348 TS
- Ferrari 512S/512M
- Ferrari Dino 246 GTS
- Ferrari F355 GTS
- Ferrari F50
- Ferrari 575M Maranello Superamerica
- Fiat X1/9
- Ford GTX-1 (ganador de 1966 12 Horas de Sebring)
- Ford GTX-1 Roadster (2005)
- Honda CR-X del Sol
- Honda NSX-T
- Honda S660
- Jaguar XJS cabriolet 'twin-targa' (1984-1988)[5]
- Koenigsegg (todos los modelos)
- Lamborghini Diablo VT Roadster
- Lamborghini Miura Roadster
- Lamborghini Aventador Roadster
- Lancia Beta Spyder(Zagato)
- Lotus Elise
- Maserati MC12
- Matra 530
- Mazda MX-5 RF
- Mercedes-Benz Silver Lightning
- Nissan 100NX
- Nissan EXA
- Nissan URGE
- Nissan 300 ZX
- Pontiac Solstice Cupé (2009)
- Porsche 911 Targa (1966-presente)
- Porsche 914
- Porsche 924
- Porsche 944
- Porsche Carrera GT
- Porsche 918
- Qvale Mangusta (opcional)
- Renault Wind
- Saab Catherina (Prototipo de 1964)
- Smart Roadster
- Suzuki Jimny
- Suzuki Cappuccino (opcional)
- Tesla Roadster
- Tesla Roadster (2020)
- Toyota Sports 800 (1965-1969)
- Toyota Supra
- Triumph TR4 Techo Surrey (1961)
- Triumph TR4A Techo Surrey (1965)
- Triumph TR250 Techo Surrey (1967)
- TVR Tuscan Speed Six